# Axel Weidemann
Axel Weidemann (* 26. Juni 1967 in Bergneustadt) ist ein deutscher Schauspieler, Musicaldarsteller, Kabarettist und Theaterregisseur.

## Leben
Axel Weidemann machte seine Schauspielausbildung von 1991 bis 1994 an der Schule des Theaters der Keller in Köln. 1994 war er Finalist beim Bundeswettbewerb Gesang in Berlin. Nach seiner Ausbildung folgte ein zweijähriges Engagement am Sandkorn-Theater in Karlsruhe. Seitdem arbeitet er als freiberuflicher Schauspieler. Er spielte u. a. am Theater des Westens in Berlin, am Schauspiel Bonn, am Theater im Rathaus Essen und bei den Schlossfestspielen Ettlingen.
Unter der Regie von Astrid Jacob präsentierte er in den Jahren 2000–2003 drei Kabarettprogramme im Renitenztheater Stuttgart. Weitere Theaterengagements hatte er ab 2002 mehrfach am Grenzlandtheater Aachen, am Apollotheater Stuttgart (2004, als Bert Barry in 42nd Street) und an der Komödie Dresden (2008).
2006 trat er mit einem Soloprogramm Ich hab meine Tante geschlachtet mit Chansons aus den 1930er bis 1960er Jahre in mehreren deutschen Städten auf. 2007 spielte er am Schauspielhaus Hamburg in der Produktion Marilyn – Das Musical, mit der er auch auf Tournee ging.
Seit 2009 gehört er zum Ensemble der Schauspielbühnen Stuttgart, wo er in zahlreichen Stücken zu sehen war, u. a. als Dr. Otto Siedler in Im Weißen Rössl, als Wirt in Minna von Barnhelm, als Paul in Kiss me, Kate sowie in Boulevardstücken wie Die Kaktusblüte und Der Neurosenkavalier.
2011 trat er bei den Burgfestspielen Bad Vilbel auf. 2017 und 2019 war er als Schauspieler und Regisseur bei den Rosenberg-Festspielen in Kronach engagiert. In der Spielzeit 2019/20 gastierte er am Grenzlandtheater Aachen als ungarischer Sprachforscher Zoltán Kárpáthy im Musical My Fair Lady.
Gemeinsam mit Kim Langner schrieb und inszenierte er mehrere Kinderstücke, u. a. Der Zauberer von Oz am Theater Trier. Am Landestheater Dinkelsbühl inszenierte er in der Spielzeit 2018/19 die Tragikomödie „Honig im Kopf“ nach dem gleichnamigen Film von Til Schweiger.
Weidemann wirkte in den 1990er Jahren auch in einigen kleinen Rollen in TV-Produktionen von RTL, SAT1 und des SWR, u. a. bei Nadine nackt im Bistro, Heimatgeschichten und in der Serie SK-Babies.
Axel Weidemann lebt seit vielen Jahren in Berlin.